# Georgia en el Festival de la Canción de Eurovisión 2022
Georgia participó en el LXVI Festival de la Canción de Eurovisión, que se celebró en Turín, Italia del 10 al 14 de mayo de 2022, tras la victoria de Måneskin con la canción «Zitti e buoni». La Radiodifusión Pública de Georgia, encargada de la participación georgiana en el festival, decidió utilizar un método de selección interna para elegir su representante en el festival eurovisivo, anunciando como representantes al grupo anónimo Circus Mircus con la canción alternativa indie «Lock Me In».
Pasando completamente desapercibida por las casas de apuestas, en el concurso Georgia compitió en la segunda semifinal, siendo eliminada tras obtener la 18.ª posición con un total de 22 puntos.

## Historia de Georgia en el Festival
Georgia es uno de los últimos países de Europa del Este que recientemente se han unido al festival, debutando en 2007. El debut georgiano fue con la cantante Sopho Khalvashi y la canción «Visionary Dream» finalizando en la 12.ª posición. Desde entonces el país ha concursado en 14 ocasiones siendo sus mejores participaciones las de 2010 y 2011, cuando obtuvieron el 9.º lugar, siendo además las únicas veces en que se clasificaron dentro del Top 10. Si bien al inicio de su participación en el festival era un habitual finalista, ha sido eliminado en 7 ocasiones en las semifinales, incluyendo una racha negativa desde el 2017. Por lo tanto, es considerado actualmente como uno de los países menos exitosos del festival.
En 2021, el artista seleccionado internamente, Tornike Kipiani, no clasificó a la final terminando en 16.ª posición con 16 puntos en la semifinal 2, con el tema «You».

## Representante para Eurovisión

### Elección Interna
De cara al concurso de Turín 2022 del Festival de la Canción de Eurovisión, la GPB anunció en noviembre de 2021 que ya había seleccionado internamente a los representantes del país en el festival, tratándose de un grupo del cual desvelarían sus miembros uno por uno. Un par de días después de este anuncio, el 14 de noviembre se anunció que el grupo Circus Mircus había sido seleccionado como el representante de Georgia en Eurovisión, trío formado por supuestos desertores de la Academia de Circo de Tiflis. El 20 de noviembre hicieron público un manifiesto de 6 puntos con el cual defendían su derecho a mantenerse anónimos aunque dentro del público general comenzaron los rumores que el grupo sería formado por los miembros del grupo Young Georgian Lolitaz, quienes ya habían representado a Georgia en 2016. El grupo publicó su canción «Lock Me In» el 10 de marzo de 2022 en la plataforma de YouTube con una pantalla en negro en protesta a la Invasión rusa de Ucrania de 2022, publicando el video oficial el 1 de abril.

## En Eurovisión
De acuerdo a las reglas del festival, todos los concursantes iniciaron desde las semifinales, a excepción del anfitrión (en este caso, Italia) y el Big Five compuesto por Alemania, España, Francia, la misma Italia y Reino Unido. En el sorteo realizado el 25 de enero de 2022, Georgia fue sorteada en la segunda semifinal del festival. En este mismo sorteo, se determinó que participaría en la primera mitad de la semifinal (posiciones 1-9). Semanas después, ya conocidos los artistas y sus respectivas canciones participantes, la producción del programa dio a conocer el orden de actuación, determinando que el país participaría en la quinta posición, precedida por Azerbaiyán y seguida de Malta.
Los comentarios para Georgia corrieron por parte de Nika Lobiladze en la transmisión por televisión. La portavoz de la puntuación georgiana en la votación del jurado estaba prevista que fuera la cantante y presentadora de televisión Helen Kalandadze, quien ya había fungido anteriormente como presentadora del festival de Eurovisión Junior en 2017; sin embargo, debido a dificultades técnicas, el supervisor ejecutivo del concurso Martin Österdahl fue quien anunció los votos.

### Semifinal 2

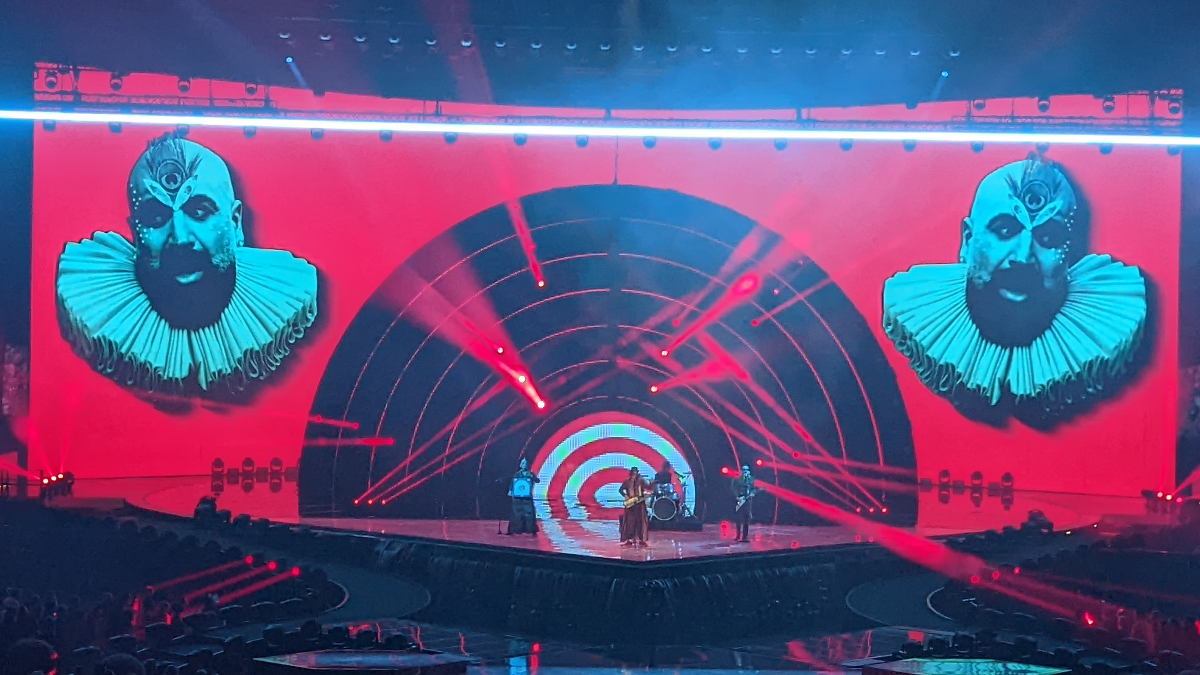
Circus Mircus durante la segunda semifinal.

Circus Mircus tomó parte de los ensayos los días 2 y 5 de mayo así como de los ensayos generales con vestuario de la segunda semifinal los días 11 y 12 de mayo. El ensayo general de la tarde del 11 fue tomado en cuenta por los jurados profesionales para emitir sus votos, que representaron el 50% de los puntos. Georgia se presentó en la posición 5, detrás de Malta y por delante de Azerbaiyán.
La actuación georgiana fue dirigida por Emilia Sandquist quien es parte del equipo de Sacha-Jean Baptiste. La actuación tuvo a los 4 integrantes de la banda interpretando la canción y tocando sus instrumentos mientras en la pantalla LED se proyectaban coloridas imágenes psicodélicas y la iluminación hacía distintos juegos de luces en tonos azules, rosas y amarillos. Durante una de las partes instrumentales de la canción, uno de los integrantes reveló llevar unos títeres de la banda dentro de una caja que llevaba colgada.
Al final del show, Georgia no fue anunciada como uno de los países clasificados para la gran final. Los resultados revelados una vez terminado el festival, posicionaron a Georgia en 18° y último lugar de la semifinal con un total de 22 puntos, habiendo obtenido la 17.ª posición del público con 9 puntos y obteniendo el 15° lugar del jurado profesional con 13 puntos. Esto significó la quinta ocasión consecutiva para el país caucásico que quedaba eliminado en semifinales.

### Votación

#### Puntuación a Georgia

##### Semifinal 2
| Jurado            | Jurado    | Jurado               | Jurado      | Jurado                |
| 12 puntos         | 10 puntos | 8 puntos             | 7 puntos    | 6 puntos              |
| ----------------- | --------- | -------------------- | ----------- | --------------------- |
|                   |           |                      |             |                       |
| 5 puntos          | 4 puntos  | 3 puntos             | 2 puntos    | 1 punto               |
| - República Checa |           | - Alemania - Estonia |             | - Australia - Malta   |
| Televoto          |           |                      |             |                       |
| 12 puntos         | 10 puntos | 8 puntos             | 7 puntos    | 6 puntos              |
|                   |           |                      |             |                       |
| 5 puntos          | 4 puntos  | 3 puntos             | 2 puntos    | 1 punto               |
| - Israel          |           |                      | - Finlandia | - Australia - Estonia |

#### Votación realizada por Georgia[16][17]
| Puntos    | Jurado          | Televoto        |
| --------- | --------------- | --------------- |
| 12 puntos | Suecia          | Serbia          |
| 10 puntos | Australia       | Israel          |
| 8 puntos  | Polonia         | Suecia          |
| 7 puntos  | Estonia         | Estonia         |
| 6 puntos  | República Checa | Finlandia       |
| 5 puntos  | Bélgica         | Rumania         |
| 4 puntos  | Azerbaiyán      | República Checa |
| 3 puntos  | Finlandia       | Polonia         |
| 2 puntos  | Serbia          | Australia       |
| 1 punto   | Malta           | Chipre          |

| Puntos    | Jurado       | Televoto    |
| --------- | ------------ | ----------- |
| 12 puntos | Reino Unido  | Ucrania     |
| 10 puntos | Italia       | Armenia     |
| 8 puntos  | Suecia       | Moldavia    |
| 7 puntos  | Portugal     | Serbia      |
| 6 puntos  | Ucrania      | España      |
| 5 puntos  | España       | Lituania    |
| 4 puntos  | Países Bajos | Reino Unido |
| 3 puntos  | Grecia       | Azerbaiyán  |
| 2 puntos  | Polonia      | Finlandia   |
| 1 punto   | Francia      | Grecia      |

##### Desglose
| Semifinal 2 | Semifinal 2         | Semifinal 2                | Semifinal 2                | Semifinal 2                | Semifinal 2                |
| N.º         | País                | Jurado                     | Jurado                     | Televoto                   | Televoto                   |
| N.º         | País                | Ranking                    | Puntos                     | Ranking                    | Puntos                     |
| ----------- | ------------------- | -------------------------- | -------------------------- | -------------------------- | -------------------------- |
| 01          | Finlandia           | 8                          | 3                          | 5                          | 6                          |
| 02          | Israel              | 11                         |                            | 2                          | 10                         |
| 03          | Serbia              | 9                          | 2                          | 1                          | 12                         |
| 04          | Azerbaiyán          | 7                          | 4                          | 11                         |                            |
| 05          | Georgia             | -------------------------- | -------------------------- | -------------------------- | -------------------------- |
| 06          | Malta               | 10                         | 1                          | 13                         |                            |
| 07          | San Marino          | 16                         |                            | 15                         |                            |
| 08          | Australia           | 2                          | 10                         | 9                          | 2                          |
| 09          | Chipre              | 17                         |                            | 10                         | 1                          |
| 10          | Irlanda             | 14                         |                            | 14                         |                            |
| 11          | Macedonia del Norte | 13                         |                            | 16                         |                            |
| 12          | Estonia             | 4                          | 7                          | 4                          | 7                          |
| 13          | Rumania             | 12                         |                            | 6                          | 5                          |
| 14          | Polonia             | 3                          | 8                          | 8                          | 3                          |
| 15          | Montenegro          | 15                         |                            | 17                         |                            |
| 16          | Bélgica             | 6                          | 5                          | 12                         |                            |
| 17          | Suecia              | 1                          | 12                         | 3                          | 8                          |
| 18          | República Checa     | 5                          | 6                          | 7                          | 4                          |

##### Incidentes en la votación
En un comunicado emitido durante la transmisión de la final, la UER reveló que durante la presentación del jurado de la segunda semifinal el 11 de mayo de 2022, seis jurados nacionales, incluyendo el jurado georgiano, se descubrió que tenían patrones de votación irregulares. Como resultado, sus votaciones fueron anuladas y sustituidas para la segunda semifinal y la final en función de países con patrones de votación similares según lo determinado por los bombos en los que se colocaron los países para el sorteo de asignación de semifinales en enero y sin afectar las votaciones del televoto. Las emisoras belgas VRT y RTBF informaron más tarde que los jurados de los países involucrados habían llegado a acuerdos para votarse entre ellos.
El 19 de mayo, la UER emitió un comunicado explicando lo sucedido. Los auditores independientes de la votación de la UER detectaron un patrón irregular en las puntuaciones otorgadas por los jurados de seis países participantes en la segunda semifinal: Azerbaiyán, Georgia, Montenegro, Polonia, Rumanía y San Marino. En el caso de Georgia, Circus Mircus recibió en la votación de los otros 5 países involucrados un total de 42 puntos (promediando 8.40 puntos por país) y la máxima puntuación (12 puntos) de Montenegro; mientras que en la votación de los otros 15 países recibió solamente 13 puntos y como puntuación más alta los 5 puntos de República Checa.
Dada la naturaleza de este incidente, la UER decidió ejercer su derecho a eliminar los votos emitidos por los seis jurados en cuestión a partir de la asignación de clasificación en la Gran Final para preservar la integridad del sistema de votación. A continuación se desglosa la votación anulada del jurado georgiano, resaltando a los países involucrados en la votación irregular:
| Votación anulada en la Semifinal 2 | Votación anulada en la Semifinal 2 | Votación anulada en la Semifinal 2 | Votación anulada en la Semifinal 2 | Votación anulada en la Semifinal 2 | Votación anulada en la Semifinal 2 | Votación anulada en la Semifinal 2 | Votación anulada en la Semifinal 2 | Votación anulada en la Semifinal 2 |
| N.º                                | País                               | Jurado                             | Jurado                             | Jurado                             | Jurado                             | Jurado                             | Jurado                             | Jurado                             |
| N.º                                | País                               | Jurado A                           | Jurado B                           | Jurado C                           | Jurado D                           | Jurado E                           | Ranking                            | Puntos                             |
| ---------------------------------- | ---------------------------------- | ---------------------------------- | ---------------------------------- | ---------------------------------- | ---------------------------------- | ---------------------------------- | ---------------------------------- | ---------------------------------- |
| 01                                 | Finlandia                          | 15                                 | 10                                 | 4                                  | 4                                  | 16                                 | 9                                  | 2                                  |
| 02                                 | Israel                             | 3                                  | 8                                  | 10                                 | 6                                  | 7                                  | 6                                  | 5                                  |
| 03                                 | Serbia                             | 12                                 | 9                                  | 8                                  | 15                                 | 11                                 | 11                                 |                                    |
| 04                                 | Azerbaiyán                         | 2                                  | 1                                  | 3                                  | 1                                  | 1                                  | 1                                  | 12                                 |
| 05                                 | Georgia                            | --------------------------         | --------------------------         | --------------------------         | --------------------------         | --------------------------         | --------------------------         | --------------------------         |
| 06                                 | Malta                              | 13                                 | 11                                 | 16                                 | 7                                  | 12                                 | 12                                 |                                    |
| 07                                 | San Marino                         | 14                                 | 5                                  | 5                                  | 3                                  | 2                                  | 4                                  | 7                                  |
| 08                                 | Australia                          | 5                                  | 12                                 | 9                                  | 5                                  | 17                                 | 10                                 | 1                                  |
| 09                                 | Chipre                             | 8                                  | 15                                 | 12                                 | 16                                 | 14                                 | 15                                 |                                    |
| 10                                 | Irlanda                            | 6                                  | 7                                  | 7                                  | 13                                 | 6                                  | 7                                  | 4                                  |
| 11                                 | Macedonia del Norte                | 10                                 | 13                                 | 15                                 | 14                                 | 10                                 | 14                                 |                                    |
| 12                                 | Estonia                            | 11                                 | 4                                  | 13                                 | 12                                 | 4                                  | 8                                  | 3                                  |
| 13                                 | Rumania                            | 9                                  | 3                                  | 2                                  | 8                                  | 3                                  | 3                                  | 8                                  |
| 14                                 | Polonia                            | 4                                  | 6                                  | 6                                  | 10                                 | 5                                  | 5                                  | 6                                  |
| 15                                 | Montenegro                         | 1                                  | 2                                  | 1                                  | 2                                  | 8                                  | 2                                  | 10                                 |
| 16                                 | Bélgica                            | 16                                 | 14                                 | 11                                 | 17                                 | 15                                 | 17                                 |                                    |
| 17                                 | Suecia                             | 17                                 | 17                                 | 14                                 | 11                                 | 9                                  | 16                                 |                                    |
| 18                                 | República Checa                    | 7                                  | 16                                 | 17                                 | 9                                  | 13                                 | 13                                 |                                    |